# Espécimen (banda)
Espécimen también estilizado como ESP3CIMEN es una banda mexicana de rock, formado en 1987, liderada por el músico Benny Rotten. Su estilo musical abarca varios géneros del punk como punk rock, hardcore punk, anarcopunk, punk metal, y estilos del thrashcore y el crust punk.
Espécimen ganó un reconocimiento a nivel nacional (México) como una banda de culto, su trayectoria cuenta con 7 grabaciones independientes, 8 discos en estudio y 3 DVD oficiales, desde sus inicios a finales de los 80's la banda han estado en varias ocasiones en la lista de nominados a los premios de la revista "Nuestro Rock" y revista "Banda Rockera". Los premios Metal Kalani 2014 otorgaron el primer lugar en la categoría de mejor banda de Punk Metal. Los premios Oriente Plus les otorgaron el primer lugar en la categoría de "Mejor banda de rock nacional 2013", la revista digital de Heavy Metal "Devorando Fuego" les otorgó la máxima distinción al ser los ganadores en la categoría de "Mejor Banda de Punk" y "Mejor Disco de Metal Mexicano 2012" por el disco "Al diablo satanás". "Entre La Realidad y La Ficción" (2023) sería su último álbum lanzado hasta ahora junto con la alineación actual que está desde el 2020. Su participación en la escena nacional los coloca como una de las bandas más representativas en su género en toda la república mexicana.

## Historia
ESPƎCIMEN es una banda difícil de etiquetar musicalmente, sin embargo, han sido reconocidos como un grupo punk en la historia del rock mexicano.
Alineación de integrantes actuales Benny Rotten en la voz, Zito Martínez: bajo, Erick Lainuz: guitarra, Edgar Drums: batería. 
La banda inicia en 1987 en la ciudad de Tijuana Baja California; el proyecto fue creado por el cantautor y compositor Julio Tamayo conocido por el nombre artístico de Benny Rotten. Su idea fue construir una banda la cual desde el inicio marcara una diferencia en las demás bandas locales de punk rock que existían en esa época en Tijuana.
Debido a esta fusión, Benny Rotten nombra la banda "ESPƎCIMEN" gracias a la fusión distintos estilos musicales, como el género punk, hardcore punk, metal, thrash metal, death metal, etc, creando así una banda con un sonido alternativo. 
La primera alineación fue conformada por Benny Rotten en la guitarra, Hippie Muerto: batería; Lega O: bajo y El Ganzo (exvocalista de Kaos Subterráneo) como invitado. 
A los dos meses del proyecto en su cuarto de ensayo graban en directo su primer casete llamado Canto a la Humanidad en agosto de 1987 fue transmitido en el programa de radio "Onda Rockera" del cuadrante 102.5 FM, el estado de Baja California fue testigo de la apertura al transmitir sin censura la música y el mensaje de esta banda, teniendo así una inmediata respuesta de apoyo por parte de los roqueros de la localidad.
Días después la primera grabación fue transmitida con éxito en el programa de radio "Con los pelos de punkta" de la estación Rock 101 F.M. de México D.F. posteriormente también fueron programados en el programa radial "Banda Rockera" conducido por Vladímir Hernández, fue así como ESPƎCIMEN logró en muy poco tiempo ser escuchados y aceptados por la escena de rock de la capital, lo sorprendente es que la banda aún no realizaba ninguna presentación.

### El debut
El sábado 5 de septiembre de 1987, debutaron en el teatro de la clínica número 7 del Instituto Mexicano del Seguro Social, en el I.M.S.S. de Tijuana realizarían aquella inolvidable presentación.
El lugar registró un lleno total para ver y escuchar en vivo a ESPƎCIMEN los cuales habían colocado en la radio local varios temas exitosos, cuando tocaron por primera vez en vivo se desató la locura, gran parte del público comenzó a cantar los temas, hacían slam con gran entusiasmo y alegría, disfrutaban de aquel concierto ante las miradas de propios y extraños.
El debut acabó en un desorden total cuando a la cuarta canción les apagaron la energía eléctrica y de paso les cerraron el telón del teatro, el público comenzó a protestar entre rechiflas y gritos aquella actitud negativa de los organizadores del evento, quienes presas del pánico al ver el baile «slam» pensaron que se trataba de una pelea, por lo que decidieron suspender por completo el concierto.
La primera presentación de ESPƎCIMEN finalizó en discusiones y peleas, la mayoría de los inconformes terminaron destruyendo parte de los interiores del teatro el cual pertenece a la secretaría de gobierno del estado, esta acción directa generó atención en medios de comunicación quienes crearon aún más expectativa sobre el surgimiento de esta polémica banda.
Una semana después, el 12 de septiembre de 1987, se presentaron por primera vez en Mexicali B.C., al no contar con un foro adecuado realizaron su presentación en el patio delantero de una casa de la colonia Residencias Imperiales, minutos después de comenzar fueron intervenido por elementos de la policía de seguridad del estado los cuales cerraron con patrullas una cuadra completa; Benny Rotten salió a dialogar con la autoridad para exigir y respetar la libertad de expresión bajo ley de los derechos humanos, solo así continuó aquella presentación donde tuvieron como teloneros al grupo Mente Dañada y Desgarre Social.
El 19 de septiembre de 1987, en un aniversario luctuoso del terremoto de la Ciudad de México, se presentan por primera vez en el Distrito Federal. El concierto fue realizado por la banda de los Sex Panchitos quienes realizaron el evento a lo largo de toda una calle cerrada de la colonia Observatorio de la delegación Miguel Hidalgo. Síndrome del Punk fue quien los invitó y les prestaron sus instrumentos musicales a ESPƎCIMEN.

### Trayectoria
Los primeros 5 demos grabados en formato casete Canto a la humanidad (1987), Antes de morir (1988), En vivo en iguanas (1989), Placer y dolor (1991) y Enfermedad mental (1992) fueron grabados en improvisados estudios caseros, la colección completa se podía encontrar en las principales tiendas de rock de Tijuana, los demos fueron distribuidos en el centro de la capital por la compañía independiente Herejía Punk Music de México D.F., logrando así expandir su música a diferentes regiones del país.
Entre 1988-1994 ESPƎCIMEN musicalizó y actuó en 3 obras de teatro anarquista, "Ni cercas ni distantes", en 1988, "Monologo a 2 voces" en 1991, la cual fue ganadora del premio Óscar Liera, con esta obra ESPƎCIMEN fue la primera banda de rock local en agotar localidades en el teatro del Centro Cultural Tijuana, por último realizarían la obra "Alicia detrás de la pantalla" en 1994, la cual también fue ganadora del máximo premio Óscar liera a la mejor puesta teatral a nivel regional.
ESPƎCIMEN ha participado en importantes eventos a beneficio, entre ellas, colectas de juguetes para los niños del D.I.F., han donado cientos de cobijas para los indios tarahumaras, así mismo han regalado despensas a casas hogares de gente en extrema pobreza, algunas revistas de rock y cultura a nivel nacional ya describían su trayectoria como la banda más sobresaliente del punk rock en México.
Luego del éxito de los primeros 5 demos, Marcos Valdivia, dueño de la tienda El Chopo Récord de Tijuana, apostó por la banda para que en 1993 grabaran por primera vez en un estudio profesional.
En 1994 firman con el sello discográfico Discos y Cintas Denver haciendo historia al colocar nacionalmente el primer disco compacto de punk hecho en México, bajo el título Genética, en 1995 graban el disco No temas x la paz con 25 temas de los primeros 5 demos, en 1996 sale el álbum Buenas Noches Dios.
En 1998 graban el disco Biogénesis Final, el cual fue lanzado en el verano de 1999. Ha sido catalogado como uno de los mejores discos de punk metal en español a nivel internacional. En el 2001 el álbum Subkonsziente es premiado por mejor portada y mejor concepto discográfico.
Luego de cumplir 15 años de trayectoria, en el 2002, sale el disco Recopilación 87 02 con 15 temas. Para el año 2004 graban el disco Antiprofecias, un material conceptual sobre las predicciones del futuro.
En mayo del año 2009, en plena crisis económica, y bajo un clima de incertidumbre y restricciones debido a la Pandemia de gripe A (H1N1), deciden participar como banda super estelar en el evento llamado "Los Jefes de Jefes del rock Mexicano" en donde graban otro disco más para la colección. la grabación en CD y DVD "Vivo En Deskonzierto" fue realizada en vivo.
A principios de 2011, después de 7 años sin grabar un nuevo material, entran al estudio para crear el disco número 7 Al Diablo Satanás en donde graban 14 nuevas canciones.
En el 2016 sacan el álbum número 8 titulado El Nuevo Desorden Mundial Un disco que contiene 12 temas sobre la problemática de una visión del mundo en el futuro. 
ESPƎCIMEN es considerado una leyenda viviente del movimiento punk subterráneo, que con el paso del tiempo e inevitables cambios de intérpretes, su música a trascendido y evolucionado con la misma ideología que tenían desde 1987.
Se calcula que han realizado más de 1000 presentaciones dentro de la república mexicana y el extranjero, lugares importantes como Hollywood, Chicago, San Francisco, Dallas Texas, Nevada, Arizona, Los Ángeles, New York, etc, han sido testigos de una excelente banda dentro del rock mexicano internacional.
Fueron protagonistas de algunos programas de televisión entre ellos el programa Ruta 22 conducido por Ricky Luis, también hicieron aparición en el programa Vías Alternas de TV UNAM, Animal Nocturno y Tuneame la nave de West Coast Customs México en donde les diseñaron y regalaron una carroza fúnebre de colección, también han realizado entrevistas en radio local, nacional e internacional y dos chats exclusivos en programas de radio vía Internet.

## Miembros

### Miembros actuales
- Benny Rotten – vocalista y guitarrista (1987–presente)
- Erick Lainuz – guitarra eléctrica (2020–presente)
- Zito Martínez (Martín Martínez) – bajo (1998-2001, 2008–presente)
- Édgar Drums (Édgar Hernández) - batería (2010-2013, 2017-presente)

### Miembros anteriores
- Ganso – vocalista (1987–1988)
- Hippie Muerto – batería (1987–1991)
- Pedro Pit Blanco – batería (1991–1996)
- Víctor Herrera - batería (1998-1999)
- Lega O – bajo (1987–1997)
- Freddie Yellow – bajo (2001–2005)
- Toño Molina – guitarra eléctrica (1992–1998)
- Franky Money – guitarra eléctrica (1998-2001, 2007–2020)

## Discografía

### Álbumes de estudio
- Canto a la Humanidad (1987)
- Antes de Morir (1988)
- En Vivo En Iguanas (1989)
- Placer y Dolor (1991)
- Enfermedad Mental (1992)
- Genética (1994)
- No Temas X La Paz (1995)
- Buenas Noches Dios (1996)
- Biogénesis Final (1999)
- Subkonsziente (2001)
- Antiprofecías (2004)
- Al Diablo Satanás (2011)
- El Nuevo Desorden Mundial (2016)
- Entre La Realidad y La Ficción (2023)

### Álbumes en directo
- Hardcore en vivo (1994)
- Vivo en Deskonzierto (2009)

### Recopilatorio
- Recopilación 1987-2002 (2004)
- Cronología 1994-2011 (2013)

### Grabaciones de Benny Rotten (solista)
- Entre Nosotros (2018)

## Curiosidades
- La banda es considerada una leyenda viviente del original movimiento Punk, la trayectoria de Benny Rotten inicia a principios de los ochenta, siendo guitarrista y compositor de varios temas de bandas como Terapia intensiva (1983), Solución Mortal (1984-1986), Resistencia Radical (1986), y Mercado Negro (1986).

- Benny Rotten ha sido el creador de cada concepto discográfico, autor y compositor de los temas, diseñador del arte de cada portada e interiores. Además de ser cantante y guitarrista, este singular personaje activista y amante de la filosofía y letras, es considerado precursor del género "punk rock alternativo" en la república mexicana.

- Entre 1988 y 1994 ESPƎCIMEN cada fin de año, realizaba un concierto especial donde donaban cientos de juguetes a los niños del DIF de Tijuana, ocasionalmente han realizado este tipo de eventos en otras ciudades como Mexicali (1995) y Querétaro (2006), desde principios del año 2000 ESPƎCIMEN ha pertenecido a diferentes sociedades activistas, entre ellas la organización Greenpeace.

- El 5 de septiembre de 1992, se celebró en grande el quinto aniversario de la banda, para festejar este hecho no se cobró la entrada y aparte regalaron cervezas a todos los asistentes, al evento asistieron más de 1500 personas en un lugar donde el cupo máximo era de 1000, fue realizado en el Torito Pub de la avenida revolución de Tijuana, el concierto fue intervenido por la policía, quienes trataron de suspender el evento e incluso amenazaron con prohibir sus presentaciones. Benny Rotten hablo molesto ante el micrófono e hizo que los seguidores de la banda lograran correr a la policía y prohibirles a ellos entrar nuevamente a sus conciertos.

- Desde 1987 hasta 1996, ESPƎCIMEN participó exclusivamente en eventos 100% punks.

- El éxito de la banda era inminente, mismo que casi acaba con su trayectoria; muchos pensaban que todo ese dinero, el cual generaban en cada evento, los enriquecía, siendo totalmente falso, los únicos beneficiados económicamente fueron los líderes y promotores del movimiento punk de aquella época, ESPƎCIMEN seguía siendo una banda de escasos recursos, aun así, eran tachados de estrellas de rock y sobre todo de capitalistas, esa negativa actitud de los punks desmotivo a la banda ESPƎCIMEN, para ya no seguir regalando su trabajo.

- En 1996 con el álbum "Buenas Noches Dios" dejaron de participar en tocadas subterráneas de punk, siendo aceptados inmediatamente con gran entusiasmo por la escena del rock a nivel nacional e internacional.

- En 1997, la compañía BMG Bertelsmann, puso la mira en ESPƎCIMEN y fueron invitados para firmar contrato con Culebra Records, quienes ofrecieron una jugosa cantidad solo por la firma del contrato. Benny Rotten rechazo el trato diciendo; "Antes de vender mi alma al diablo, prefiero seguir tocando para la banda". Con estas palabras se dio el lujo de no aceptar y rechazar aquel contrato, ESPƎCIMEN sabía que el subsello ya no se encontraba en su mejor momento a pesar de pertenecer a una compañía multinacional.

- El 11 de noviembre de 1997, tras 10 años de trayectoria, hacen una pausa para dialogar sobre el futuro de la banda, sus anteriores integrantes Lega O: bajista, Antonio Molina: guitarrista, y el baterista suplente Gustavo Machado, luego de tocar por varios años sin aportar ideas o canciones dejan de tocar para ESPƎCIMEN, su labor como intérpretes había finalizado, Benny Rotten rechazo volver a tocar con ellos, el problema se debió principalmente a la falta de creatividad de los tres músicos que lo acompañaban, su nula participación en la composición musical, dio pie a la renovación inminente.

- A principios de 1998, Benny Rotten decide terminar la trayectoria de ESPƎCIMEN, para comenzar un nuevo proyecto musical, sin embargo esto no sucedió debido a que la compañía Discos y Cintas Denver le interesaba renovar el contrato siempre y cuando se tratara de ESPƎCIMEN, por lo tanto Benny quien tiene los derechos del nombre, la música y las letras de la banda, retoma nuevamente el proyecto.

- El 7 de marzo de 1998, ESPƎCIMEN se presenta con nueva alineación "Benny, Zito, Franky y Vic" en el parque de béisbol de Toluca. Una multitud de seguidores enojados ya se marchaban del evento porque se anunció que no llegarían, en ese momento entró la camioneta que los transportaba, sus seguidores regresaron y se percataron que ya no eran los mismos integrantes, por lo que comenzaron a rodear el transporte donde a jalones intentaron voltear la camioneta, Zito Martínez escapo del vehículo, fue al escenario se conectó y comenzó a tocar el bajo, logrando que la gente se tranquilizara, minutos después ESPƎCIMEN hizo lo propio y reconquistó de nuevo a sus seguidores.

- El disco Biogénesis final con nueva alineación de integrantes se grabó a finales de 1998 en los estudios planetaudio de la colonia Chapultepec en México D.F., para terminarlo se utilizaron más de 400 horas, tuvo un gran costo de producción, se dice que hasta el momento es la grabación de Discos y Cintas Denver más costosa en la historia del punk mexicano, se calcula que en promedio se han distribuido solo de este disco más de 500 mil copias originales.

- El 17 de noviembre de 2013 luego de terminar un exitoso concierto en el centro de convenciones de Tlalnepantla fueron seguidos por un supuesto comando armado de la PGR los cuales interceptaron a la banda unas calles después. En realidad se trató de un planeado secuestro exprés en donde posteriormente fueron asaltados, parte de la banda ESPƎCIMEN así como ayudantes de la agrupación estuvieron a punto de perder la vida en manos de la delincuencia organizada, debido a la inseguridad que prevalece en el país la banda ha limitado sus presentaciones en México.

- El día sábado 7 de marzo del año 2015 ESPƎCIMEN anunció su regreso, realizando una memorable y única presentación en el Pabellón del Palacio de los Deportes de la Ciudad de México, el concierto exclusivo fue realizado bajo una producción de primer nivel.

- Por primera vez el 10 de octubre de 2015 ESPƎCIMEN se presenta en la décima edición del festival Grita Rock en la ciudad de Manizales Colombia, en donde su presentación rompió récord de asistencia, más de 8500 personas fueron testigo de una de las mejores presentaciones de la banda en dicho festival.

- En el año 2016 emprenden una gira por algunas ciudades de la República Mexicana y Estados Unidos, la banda se presentó el 4 de diciembre en el Yosh Theater de Santa Ana California, el 17 de diciembre se presentaron en la 160 Arena en Brooklyn Nueva York ante un lleno total a pesar de que el intenso frío cubrió de nieve toda la ciudad.

- Durante el año 2017 ESPƎCIMEN continuó presentándose en alguna ciudades celebrando sus 30 años de trayectoria, visitan Puebla, Querétaro y Toluca. Así mismo retoman la gira por Estados Unidos y se presentan en un par de ciudades del extranjero, Fort Worth Texas y Nueva Jersey. Posteriormente la banda toma un descanso indefinido.

- El 24 de junio del 2018 ESPƎCIMEN se presenta en la capital Ciudad de México cerrando el ciclo de los 30 Años de Historia, su presentación tuvo lugar en el Ex Balneario Olímpico.

- El 16 de febrero del 2020 ESPƎCIMEN daría su último concierto previo a la pandemia causada por el Covid-19 y a su vez sería la última presentación del guitarrista Franky Money con la banda.

- El 21 de octubre del 2020 ingresa Erick Lainuz como nuevo guitarrista y a su vez comienzan los ensayos para la creación de un nuevo álbum después de una década sin nuevo material discográfico.

- En diciembre del 2020 Benny Rotten se reúne con ex-músicos de la banda para hacer unas grabaciones ejecutando temas icónicos y clásicos de ESPƎCIMEN

- El 19 de diciembre del 2021 se da el primer concierto de la gira "Revive MEX-USA" en Ecatepec del Edomex . Los Angeles, San José, Houston, Dallas, Tulsa, Memphis, Chicago, Atlanta, Carolina del Norte y Carolina del Sur, Tampa, Maryland y Nueva York por parte de USA. Ciudad de México, Puebla, Toluca y Estado de México fueron las sedes de varias fechas dadas en el transcurso de la gira.
- El 3 de diciembre del 2022, después de una gira todo un año por USA y MEX, cierran su gira en el Hell and Heaven Fest.
- El 15 de abril del 2023, se lanza oficialmente "Entre La Realidad y La Ficción" álbum que contiene 12 temas, disco producido por Benny Rotten y Erick Lainuz, un álbum conceptual de principio a fin. En el se trabajó un nuevo sonido, enfoque y trabajo visual. La grabación se llevó a cabo en los estudios Elith de Pepe Ortega. La producción llevó aproximadamente medio año en su totalidad de tiempo activo de trabajo pero llevó poco más de 3 años en poderlo concretar. Se incluyeron temas de Benny Rotten anteriormente lanzados como demos y se implementó por primera vez una orquesta sinfónica en el último tema del álbum, los efectos especiales e introducciones fueron creadas por Erick Lainuz y Benny Rotten.
- El 3 de septiembre con motivo de su 36 aniversario junto con 4 grandes bandas, se presentan en el Circo Volador.

- Actualmente la banda está conformada por formidables músicos de gran nivel y trayectoria; Zito Martínez, ex-bajista de las bandas Luzbel, Coda, Alucard y Gehenna; el guitarrista líder Erick Lainuz productor y compositor de diversos proyectos musicales y en lista de músicos para Cirque Du Soleil; Edgar Drums, baterista reconocido nacionalmente por su trabajo con ESPƎCIMEN, Sangre Avandaro y más bandas nacionales y Benny Rotten, iniciador del proyecto con temas emblemáticos que han llevado a ESPƎCIMEN a ser la banda leyenda del Punk que es hoy en día.